# Wagih El-Kashef
Wagih El-Kashef (5 de fevereiro de 1909-data de falecimento desconhecida) foi um futebolista egípcio que atuava como meio-campista. 

## Carreira
jogava no Al-Ahly quando foi convocado para a Seleção Egípcia de Futebol que disputou a Copa do Mundo FIFA de 1934.